# Norman L. Bowen

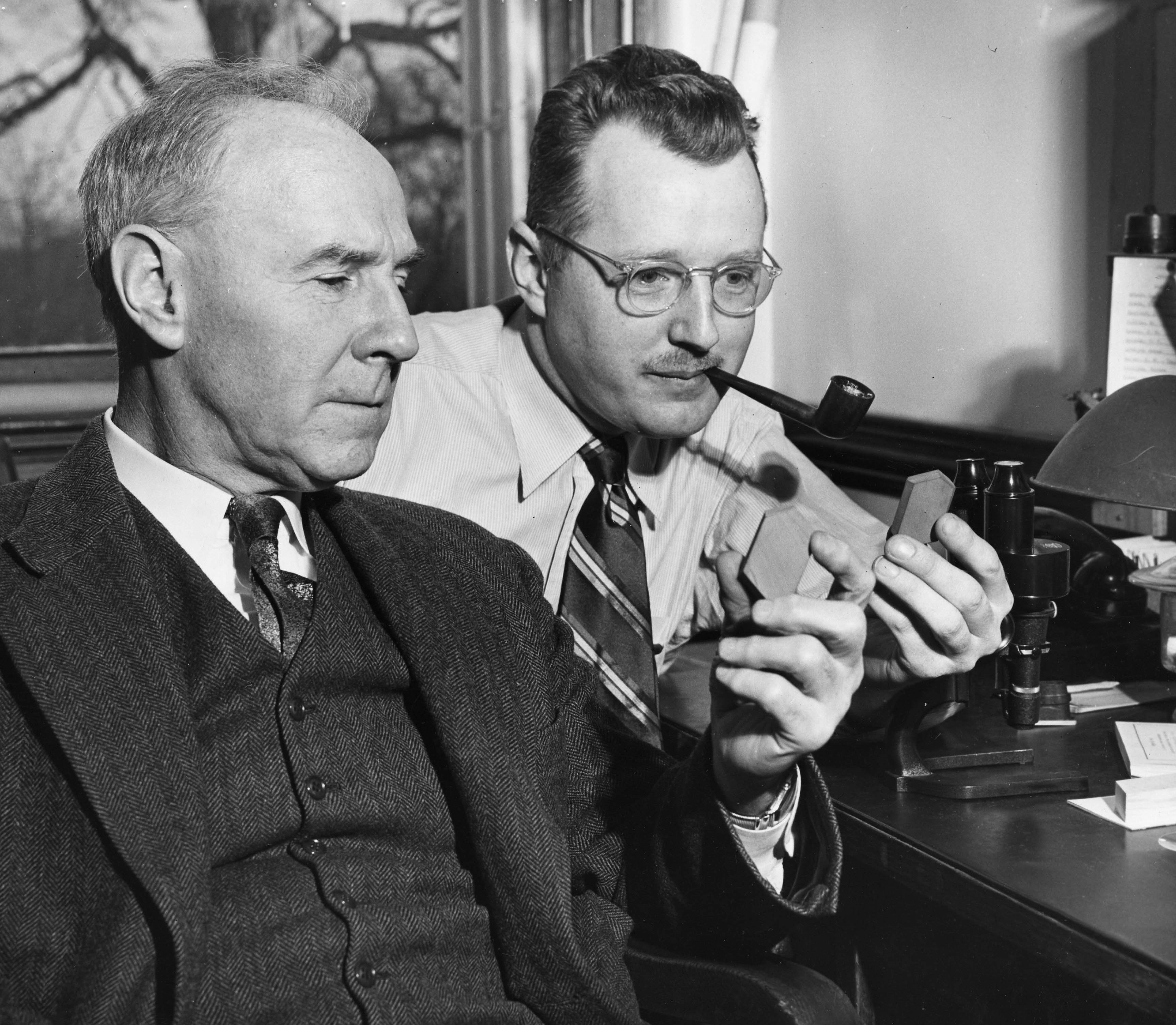
Norman L. Bowen (links) mit Orville Frank Tuttle

Norman Levi Bowen (* 21. Juni 1887 in Kingston, Ontario; † 11. September 1956 in Washington, D.C.) war ein kanadischer Geologe.

## Wirken
Bowens Forschungen auf dem Gebiet der Geochemie und Geochronologie machten ihn zu einem Begründer der modernen Petrologie. Sein Buch The Evolution of the Igneous Rocks von 1928 setzte den Maßstab für die folgenden Forschergenerationen und wurde lange als Referenz benutzt. Er arbeitete von 1912 bis 1937 am 1905 gegründeten Geophysical Laboratory der Carnegie Institution of Washington und untersuchte unter anderem die Gesetzmäßigkeiten der Abscheidung von Mineralen beim Abkühlen von magmatischen Schmelzen. Er war einer der führenden Fachleute für experimentelle Petrologie in den USA und machte das Geophysikalische Labor zu einem der zentralen Forschungsstellen auf diesem Gebiet.
1921 wurde Bowen in die American Academy of Arts and Sciences gewählt, 1930 in die American Philosophical Society und 1935 in die National Academy of Sciences. 1946 wurde er Mitglied der Leopoldina und 1951 ausländisches Mitglied der Accademia dei Lincei. 1941 erhielt er die Penrose-Medaille der Geological Society of America, und 1950 die Wollaston-Medaille der Geological Society of London. Nach ihm ist der Norman L. Bowen Award benannt, ein Preis der American Geophysical Union. Zudem ist er Namensgeber für den Bowen Cirque, einen Bergkessel in der Antarktis. Bowen war 1946 Präsident der Geological Society of America.
Ihm zu Ehren ist der Norman L. Bowen Award der American Geophysical Union benannt.

## Schriften
- The Evolution of the Igneous Rocks, Princeton University Press 1928, Nachdruck Dover 1956 (aus Vorlesungen in Princeton hervorgegangen)